# Elina – som om jag inte fanns
Elina – som om jag inte fanns é um filme de drama finlandês de 2002 dirigido e escrito por Klaus Härö. Foi selecionado como representante da Finlândia à edição do Oscar 2003, organizada pela Academia de Artes e Ciências Cinematográficas.

## Elenco
| Ator              | Papel        |
| ----------------- | ------------ |
| Natalie Minnevik  | Elina        |
| Bibi Andersson    | Tora Holm    |
| Henrik Rafaelsen  | Einar Björk  |
| Tind Soneby       | Irma         |
| Marjaana Maijala  | Marta        |
| Peter Rogers      | Anton        |
| Jarl Lindblad     | Veikko Niemi |
| Zorro Svärdendahl | Isak         |